# サリー (民族衣装)

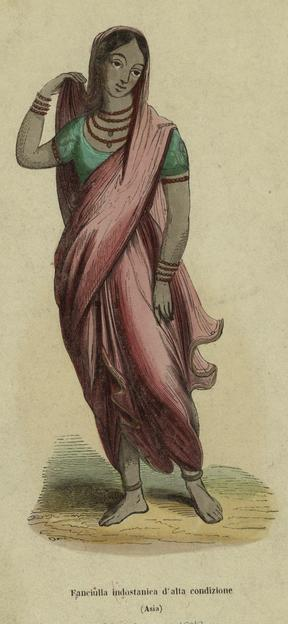
サリーを身にまとう女性を描いた1847年頃のイラスト

サリー（ヒンドゥスターニー語：sāṛī）は、インド・ネパール・スリランカ・バングラデシュ・パキスタンなど南アジア地域の女性が着用する民族衣装である。

## 語源
名はサンスクリットの शाटी（śāṭī、シャーティー）に由来し、「細長い布」を意味する。
それからヒンドゥスターニー語の sāṛī（サーリー、ヒンディー語: साड़ी、ウルドゥー語: ساڑى）となり、南アジア域外の諸言語に伝わった。域外の諸言語では基本的に sāṛī の転訛であり、たとえば英語では sari, sareeである。また、インドのサリーはインドサリーと呼ばれる。

## 構造
細長い布からなっており、様々なスタイルで体を包み込むようにまとう。最も一般的なスタイルは、5m程度の長さの布を、ペティコートにはさみながら腰に巻き、残りを肩の上にまわす方法である。いくつかのスタイルでは、8m程度の布を必要とする場合もある。

## 歴史
サリーはムンドゥム・メリイェムと呼ばれる、下半身だけを覆う形の衣類が原型となっている。メリイェムはケーララ州地域の女性の伝統的な服でもある。
本来、サリーの着用スタイルは地域によって異なっていたが、19世紀後半より20世紀にかけてインドのナショナリズムが発達していった時に標準化され、国民的衣装としての地位を確立した。
21世紀にもサリーは愛用されており、インドには高名なデザイナーやブランドが多数ある。

## 域外への普及
日本でも近年、お洒落なドレスとして友人の結婚披露宴やパーティで着用する例も増えてきているなど、他国の民族衣装としてはチャイナドレスやアオザイと同様に人気を得ている。

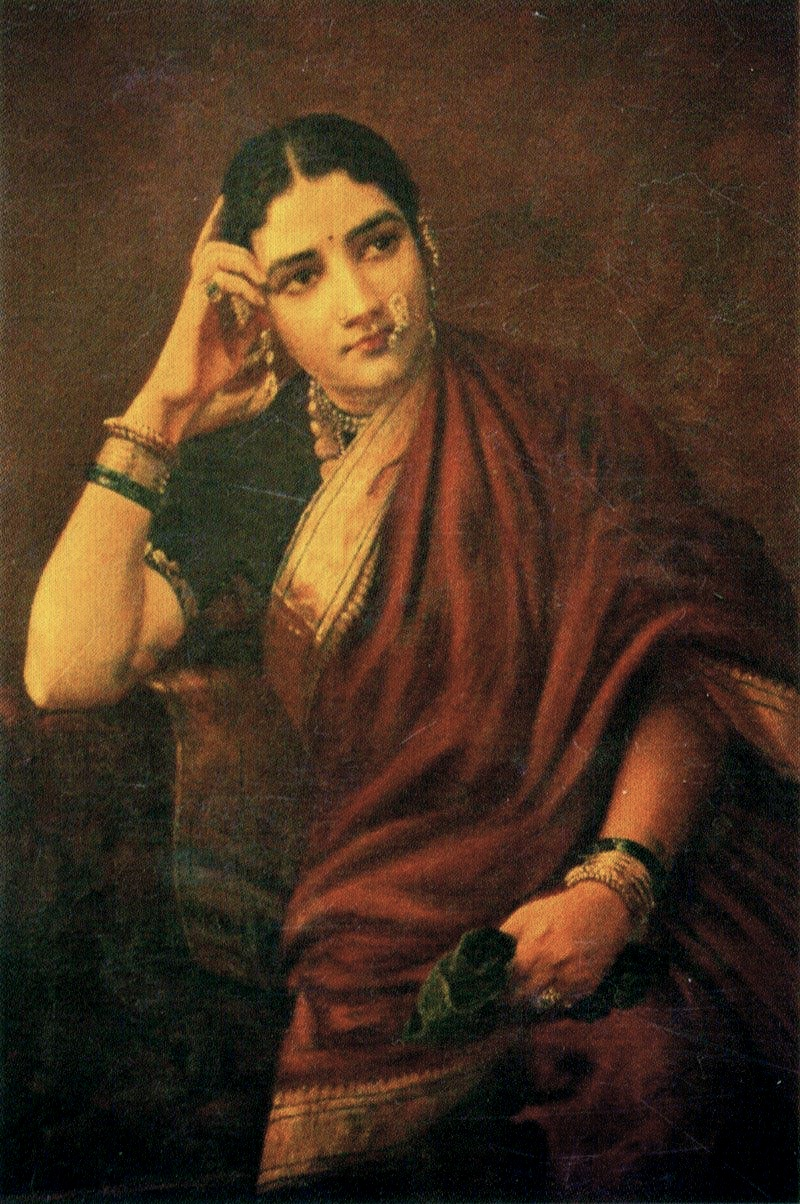
絹のサリーを着た女性（ラヴィ・ヴァルマ画）
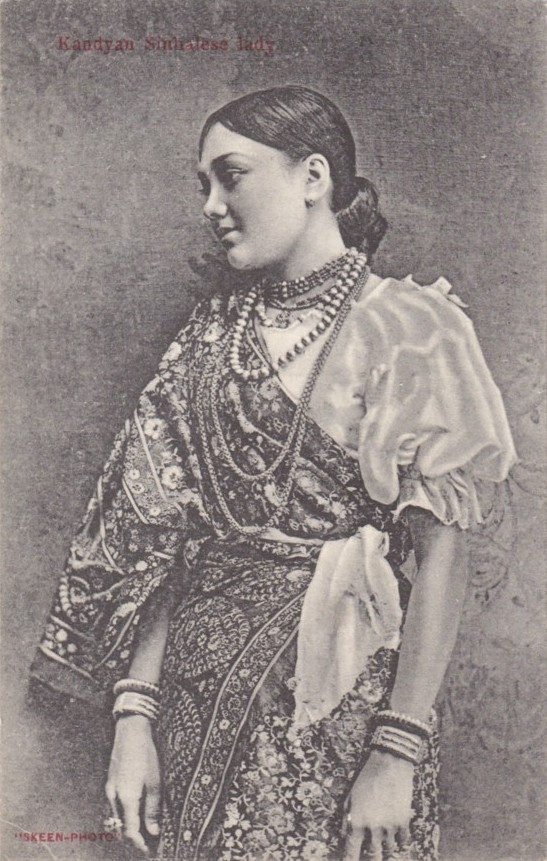
伝統的なシンハラ人のサリー（19世紀）
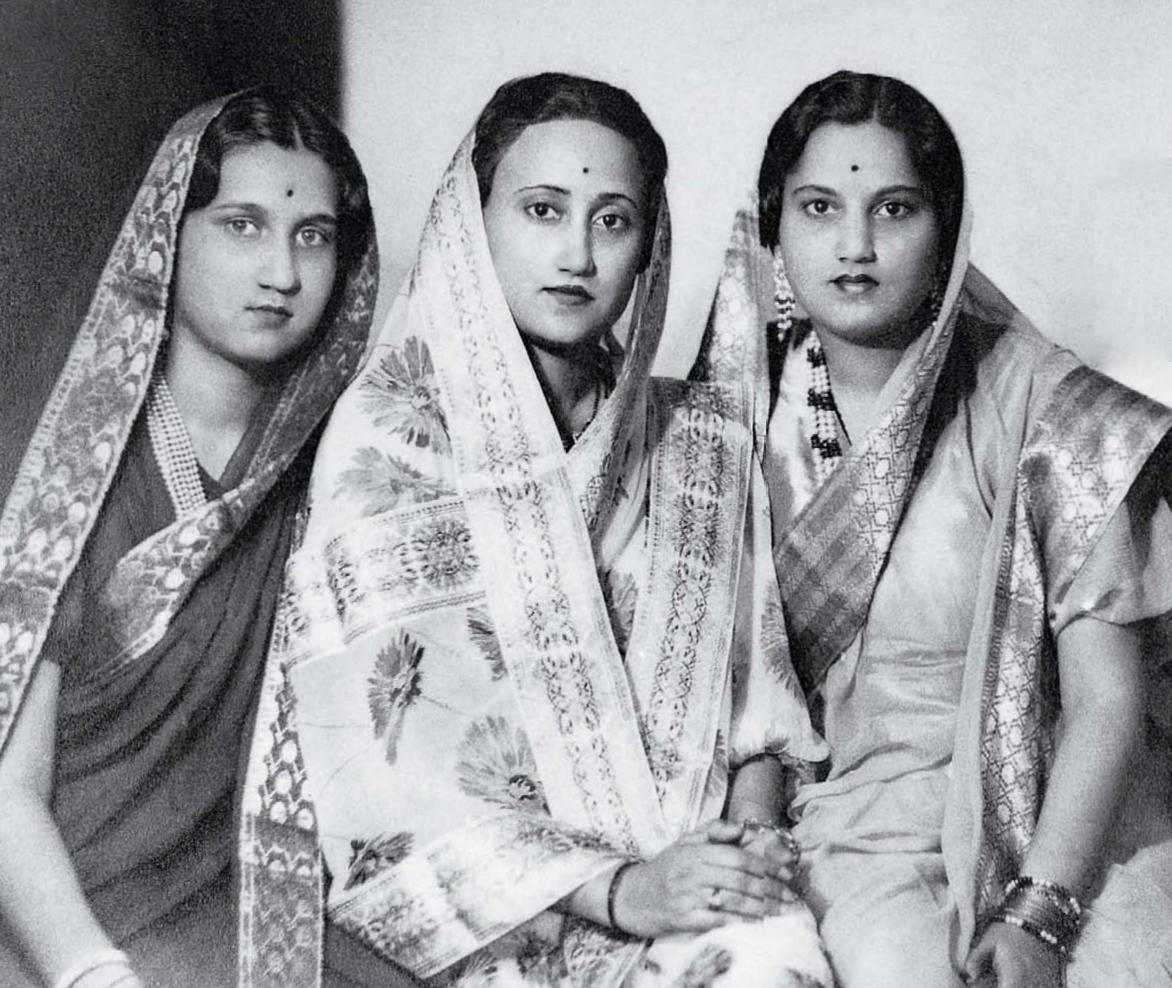
サリーを着た女性達（1912年）
ケーララ州のサリーを着た踊り子
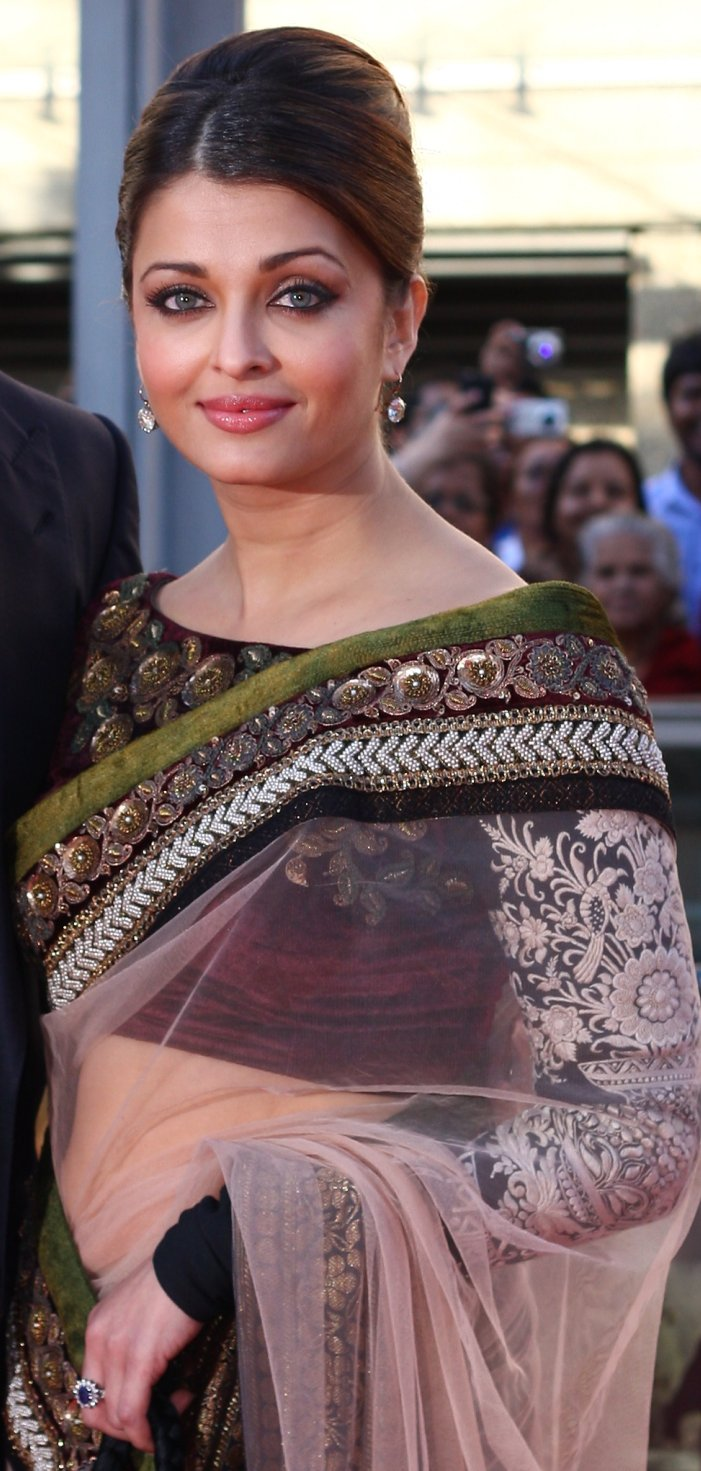
サリーを着たインドの女優アイシュワリヤー・ラーイ・バッチャン
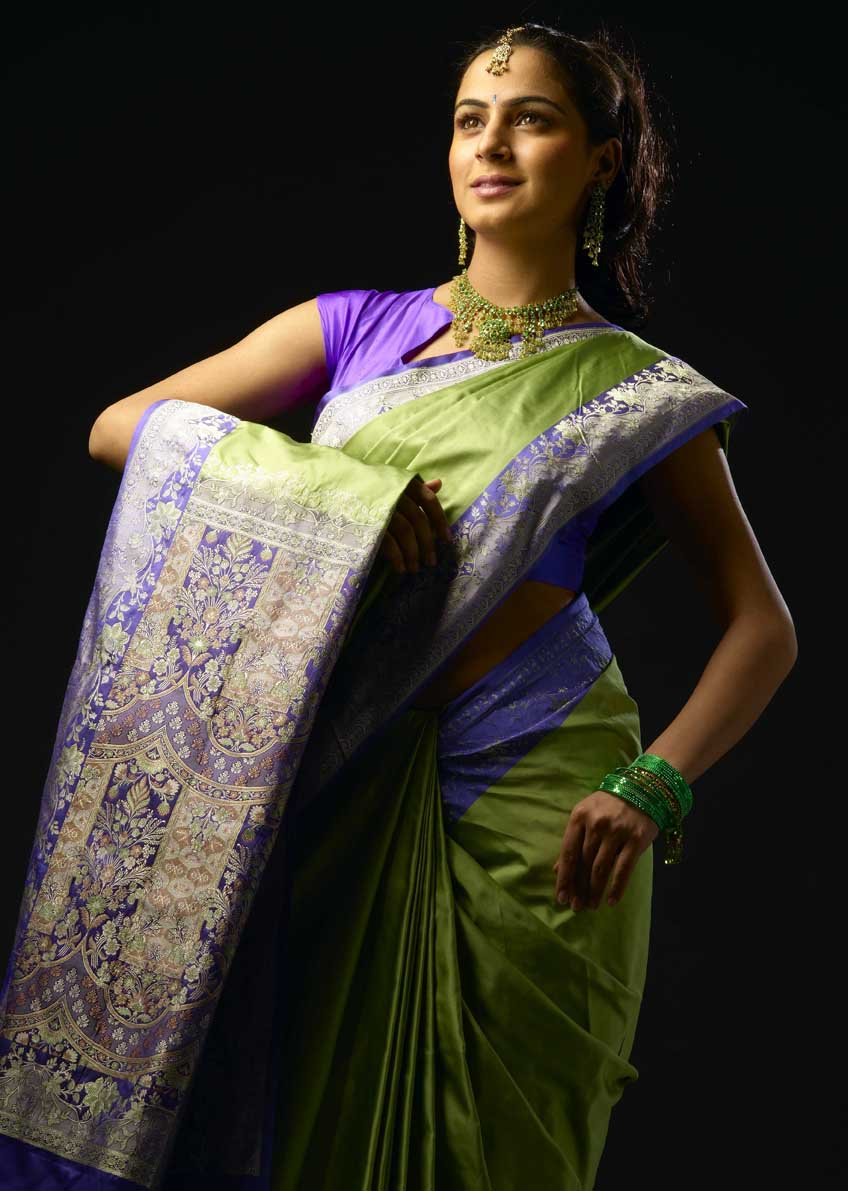
サリーを着た女性
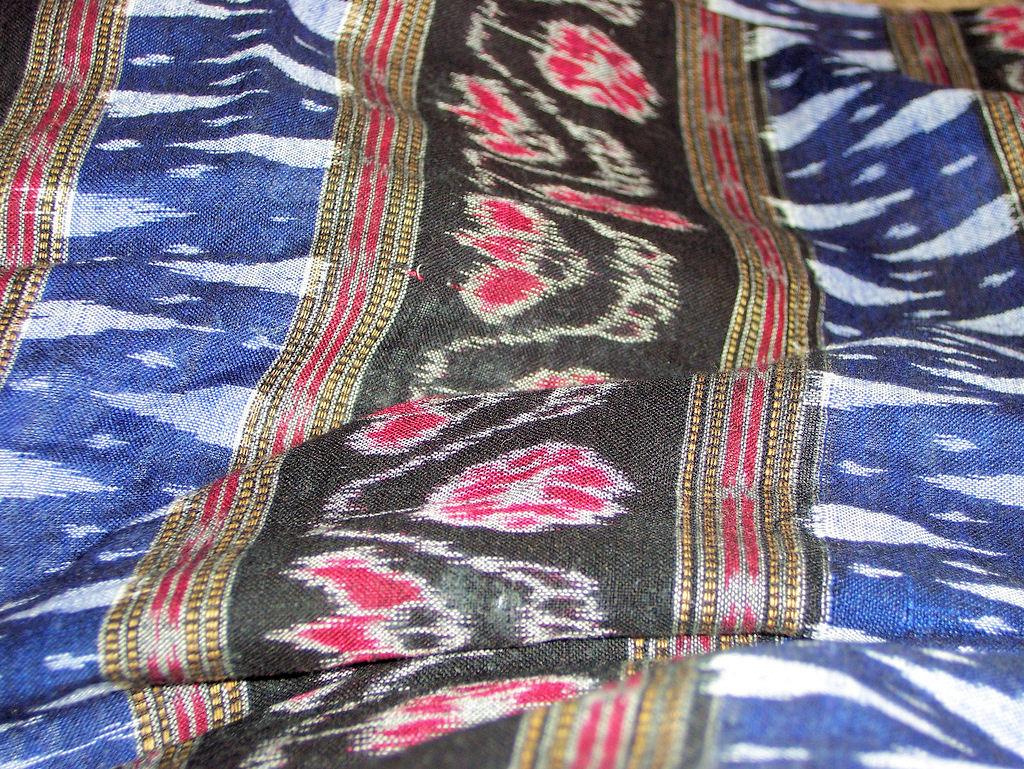
サリーの布地